# هينافارو
هينافارو (بالديفيهي: ހިންނަވަރު)،هي واحدة من الجزر المأهولة من لافياني أتول.
تقع هينافارو شمال العاصمة، ميل '. يبلغ عدد سكانها أكثر من 4000 نسمة. وهناك حوالي 715 منزًلا مسجلة، ولكن المأهول منها حوالي 480 منزًلا فقط.

## السكان
بلغ عدد السكان المسجلين في حزيران / يونيو 2012 ما مجموعه 4,676 نسمة (2404 من الذكور و 2272 من الإناث).
ووفقًا لتعداد عام 2006، بلغ عدد سكان هينافارو 017 3 نسمة (1358 من الذكور و 1359 من الإناث). وبلغ معدل الإلمام بالقراءة والكتابة في الجزيرة 96.48 في المائة. وقد انخفض عدد سكان قناة الجزيرة بنسبة 1.04 في المائة بالمقارنة مع تعداد عام 2000. وبحلول تعداد عام 2014، انخفض العدد إلى 2422.
هينافارو هي ثاني أكثر جزيرة سكانية في جزيرة لافياني أتول.

## الاقتصاد
بلغ معدل البطالة بين الشباب (15-20 سنة) 35 في المائة في عام 2006.

## الاتصالات
خدمات الاتصالات المتاحة في هينافارو جيدة. تتوفر خدمات وطنية وديراغو (خاصة) على حد سواء. 94٪ من السكان يستخدمون خدمات الاتصالات.وهناك جزء كبير من السكان يستخدم خدمة الإنترنت.

## الاستصلاح
كان استصلاح الأراضي في هينافارو تغيرًا جذريًا في الجزيرة. تم تنفيذ المشروع من قبل بوسكاليس إنترناشونال بف إنغ.

## المرافق

### هاربور
قام الصندوق الكويتي للتنمية الاقتصادية العربية بتقديم المساعدة للجزيرة بعد إعصار تسونامي الذي ضرب الجزيرة في عام 2004، حيث نفذ مشروع لبناء ميناء في الجزيرة.افتتح الميناء في 20 تشرين الثاني / نوفمبر 2010.

### الكهرباء
يتم توفير الكهرباء إلى الجزيرة من قبل شركة الكهرباء الحكومية (ستيلكو).

### نظام الصرف الصحي
قد قامت حكومة المالديف بتأسيس نظام للصرف الصحي في 31 كانون الثاني / يناير 2011. وقد تم إنشاء هذا المشروع في إطار الصندوق الكويتي للتنمية الاقتصادية العربية (كفيد).

## الروابط الخارجية
- Lhaviyani Atoll Council
- hinnavaruhiyaa.com (an unofficial website)